# Liste der denkmalgeschützten Objekte in Mautern in Steiermark
Die Liste der denkmalgeschützten Objekte in Mautern in Steiermark enthält die 26 denkmalgeschützten, unbeweglichen Objekte der Gemeinde Mautern in Steiermark im steirischen Bezirk Leoben.

## Denkmäler
| Foto |                 | Denkmal                                                                                          | Standort                                                   | Beschreibung | Metadaten |
| ---- | --------------- | ------------------------------------------------------------------------------------------------ | ---------------------------------------------------------- | --- | --- |
| ja   | Datei hochladen | Schloss Ehrnau HERIS-ID: 71221 Objekt-ID: 84377                                                  | Ehrnau 1 Standort KG: Liesingau                            | Das ursprüngliche Wasserschloss in der heute versumpften Liesingau wurde erstmals 1347 urkundlich erwähnt. Von den mittelalterlichen Wehrbauten ist allerdings nichts mehr erhalten. Die heutige Anlage besteht aus zwei zweistöckigen Trakten aus dem Jahr 1673 mit barocker Hauptfront. Die Schlosskapelle hat einen Altar und Rokokostukkaturen aus dem 18. Jahrhundert. Anmerkung: Identadresse Liesingau 55 | BDA-Hist.: Q1304966 Status: Bescheid Stand der BDA-Liste: 2025-06-30 Name: Schloss Ehrnau GstNr.: .54 Schloss Ehrnau                                                         |
| ja   | Datei hochladen | Flur-/Wegkapelle HERIS-ID: 71312 Objekt-ID: 84469                                                | gegenüber Dr. Pfaller Allee 5 Standort KG: Mautern         | Die Kapelle an der Westausfahrt ist mit 1711 bezeichnet. | BDA-Hist.: Q38127270 Status: § 2a Stand der BDA-Liste: 2025-06-30 Name: Flur-/Wegkapelle GstNr.: .241                                                                        |
| ja   | Datei hochladen | Kath. Pfarrkirche hl. Nikolaus und Kirchhofmauer bzw. Umzäunung HERIS-ID: 71277 Objekt-ID: 84433 | Gartengasse 1 Standort KG: Mautern                         | Die Kirche wurde 1187 erstmals urkundlich genannt. Nach Zerstörungen durch Türkeneinfälle wurde die Kirche 1480 neu gebaut, eine erneute Einwölbung erfolgte Anfang des 17. Jahrhunderts. Der barocke Kirchturm stammt aus dem Jahr 1774. Das Langhaus weist abgetreppte Strebepfeiler auf, die am Chorschluss mit Fialen bekrönt sind. Die drei inneren Joche liegen unter einer Stichtonne mit Spitzkappen, die gotischen Netzrippen sind im Langhaus nur mehr gemalt, im Chor aber noch erhalten. Nördlich des Langhauses ist eine spätgotische Kapelle angebaut, in der spätbarocke Wandmalereien angebracht wurden. | BDA-Hist.: Q38127131 Status: § 2a Stand der BDA-Liste: 2025-06-30 Name: Kath. Pfarrkirche hl. Nikolaus und Kirchhofmauer bzw. Umzäunung GstNr.: .83, 179 Pfarrkirche Mautern |
| ja   | Datei hochladen | Kriegerdenkmal HERIS-ID: 71279 Objekt-ID: 84435                                                  | Gartengasse 1 Standort KG: Mautern                         | Das Kriegerdenkmal mit einer Figur des hl. Georg wurde 1928 nach einem Entwurf des Architekten Rudolf Frass errichtet, die Bildhauerarbeiten stammen von dessen Bruder Wilhelm Frass. | BDA-Hist.: Q38127141 Status: § 2a Stand der BDA-Liste: 2025-06-30 Name: Kriegerdenkmal GstNr.: 179                                                                           |
| ja   | Datei hochladen | Pranger, sog. Schandsäule HERIS-ID: 71286 Objekt-ID: 84442                                       | Hauptplatz Standort KG: Mautern                            | Der Pranger am Hauptplatz, eine Steinsäule mit Postament und Blechbedachung, stammt aus dem 17. Jahrhundert. | BDA-Hist.: Q38127181 Status: § 2a Stand der BDA-Liste: 2025-06-30 Name: Pranger, sog. Schandsäule GstNr.: 765/1                                                              |
| ja   | Datei hochladen | Ehem. Rathaus HERIS-ID: 71474 Objekt-ID: 84663                                                   | Hauptplatz 1 Standort KG: Mautern                          | Das Rathaus stammt aus dem Jahre 1855. | BDA-Hist.: Q38127749 Status: § 2a Stand der BDA-Liste: 2025-06-30 Name: Ehem. Rathaus GstNr.: .103                                                                           |
| ja   | Datei hochladen | Mariensäule HERIS-ID: 71289 Objekt-ID: 84445                                                     | gegenüber Hauptplatz 2 Standort KG: Mautern                | Die Mariensäule wurde lt. Chronogramm 1693 errichtet. | BDA-Hist.: Q38127191 Status: § 2a Stand der BDA-Liste: 2025-06-30 Name: Mariensäule GstNr.: 765/1                                                                            |
| ja   | Datei hochladen | ehem. Haushaltungsschule St. Martin HERIS-ID: 71436 Objekt-ID: 84623                             | Hauptplatz 7 Standort KG: Mautern                          | | BDA-Hist.: Q38127589 Status: § 2a Stand der BDA-Liste: 2025-06-30 Name: ehem. Haushaltungsschule St. Martin GstNr.: .125                                                     |
| ja   | Datei hochladen | Sog. Sgraffitohaus HERIS-ID: 71316 Objekt-ID: 84473                                              | Hauptstraße 5 Standort KG: Mautern                         | Die Sgraffito-Dekoration stammt vom Beginn des 17. Jahrhunderts. | BDA-Hist.: Q38127289 Status: Bescheid Stand der BDA-Liste: 2025-06-30 Name: Sog. Sgraffitohaus GstNr.: .35                                                                   |
| ja   | Datei hochladen | Schwarzenbergerhof, ehem. Propstei HERIS-ID: 71344 Objekt-ID: 84504                              | Hauptstraße 14 Standort KG: Mautern                        | | BDA-Hist.: Q38127355 Status: § 2a Stand der BDA-Liste: 2025-06-30 Name: Schwarzenbergerhof, ehem. Propstei GstNr.: .68                                                       |
| BW   | Datei hochladen | Wirtschaftsgebäude HERIS-ID: 71345 Objekt-ID: 84505                                              | bei Hauptstraße 14 Standort siehe Beschreibung KG: Mautern | Die zwei Wirtschaftsgebäude stammen aus dem 19. Jahrhundert und sind in die Hofanlage des Schwarzenbergerhofes eingebunden. Südöstlich des Wohnhauses Pfeilerstadel mit Holzschindeldach (Lage). Im Westen der Hofanlage lang gestreckter Bau mit Tonziegeldeckung, z. T. als offene Konstruktion auf Holzstützen, in den gemauerten Teilen Traversengewölbe (Lage). | BDA-Hist.: Q38127365 Status: § 2a Stand der BDA-Liste: 2025-06-30 Name: Wirtschaftsgebäude GstNr.: .68                                                                       |
| ja   | Datei hochladen | Sog. Schwarzenberger Troadkasten (Heimatmuseum) HERIS-ID: 71336 Objekt-ID: 84494                 | bei Hauptstraße 14 Standort KG: Mautern                    | Der turmartige Getreidespeicher (Troadkasten) wurde 1383 erstmals als Admonter Kasten erwähnt. | BDA-Hist.: Q38127324 Status: § 2a Stand der BDA-Liste: 2025-06-30 Name: Sog. Schwarzenberger Troadkasten (Heimatmuseum) GstNr.: .68                                          |
| BW   | Datei hochladen | Sog. Schwarzenberger Tenne HERIS-ID: 71339 Objekt-ID: 84498                                      | bei Hauptstraße 14 Standort KG: Mautern                    | | BDA-Hist.: Q38127334 Status: § 2a Stand der BDA-Liste: 2025-06-30 Name: Sog. Schwarzenberger Tenne GstNr.: .68                                                               |
| ja   | Datei hochladen | Redemptoristenkloster HERIS-ID: 71354 Objekt-ID: 84516                                           | Klostergasse 5 Standort KG: Mautern                        | Die einfachen Klostergebäude südlich der Kirche sind um einen Hof gruppiert. | BDA-Hist.: Q38127377 Status: Bescheid Stand der BDA-Liste: 2025-06-30 Name: Redemptoristenkloster GstNr.: .57, 475                                                           |
| ja   | Datei hochladen | Klosterkirche hl. Barbara HERIS-ID: 71361 Objekt-ID: 84524                                       | neben Klostergasse 5 Standort KG: Mautern                  | Die Klosterkirche wurde 1669–1675 von Domenico Torre erbaut, diente bis 1807 den Franziskanern, später zeitweise den Redemptoristen. Es ist ein durch Nebenkapellen und Chor kreuzförmig erweiterter Zentralbau. Der Chor ist mit Kreuzgratgewölben auf Zwillingsgurten und Doppelwandpilastern gegliedert, darüber befindet sich ein schweres Gebälk, das auch in die tonnengewölbten Querarme umläuft. Die schlichte Westfassade hat einen Dreiecksgiebel, die Seitenachsen werden von je zwei Pilastern eingerahmt. Der Dachreiter mit Haube und Laterne befindet sich oberhalb der Vierung. Über dem Portal ist eine Bauinschrift des Stifters, Gottfried Graf Breuner zu lesen. Die Innenausstattung stammt noch größtenteils aus der Bauzeit, das die hl. Barbara darstellende Altarbild allerdings aus dem Jahr 1831. | BDA-Hist.: Q38127421 Status: Bescheid Stand der BDA-Liste: 2025-06-30 Name: Klosterkirche hl. Barbara GstNr.: .58 Klosterkirche Mautern in Steiermark                        |
| ja   | Datei hochladen | Klostermauer HERIS-ID: 71364 Objekt-ID: 84528                                                    | bei Klostergasse 5 Standort KG: Mautern                    | Die Ummauerung der schlichten Klostergebäude stammt ebenfalls aus dem späten 17. Jahrhundert. | BDA-Hist.: Q38127435 Status: Bescheid Stand der BDA-Liste: 2025-06-30 Name: Klostermauer GstNr.: 478, 477/2                                                                  |
| ja   | Datei hochladen | Bildstock HERIS-ID: 71365 Objekt-ID: 84529                                                       | bei Klostergasse 5 Standort KG: Mautern                    | | BDA-Hist.: Q38127445 Status: Bescheid Stand der BDA-Liste: 2025-06-30 Name: Bildstock GstNr.: 478                                                                            |
| ja   | Datei hochladen | Sog. Missionskreuz HERIS-ID: 71366 Objekt-ID: 84530                                              | bei Klostergasse 5 Standort KG: Mautern                    | | BDA-Hist.: Q38127454 Status: Bescheid Stand der BDA-Liste: 2025-06-30 Name: Sog. Missionskreuz GstNr.: .58                                                                   |
| BW   | Datei hochladen | Glashaus HERIS-ID: 71367 Objekt-ID: 84531                                                        | neben Klostergasse 5 Standort KG: Mautern                  | | BDA-Hist.: Q38127466 Status: Bescheid Stand der BDA-Liste: 2025-06-30 Name: Glashaus GstNr.: .60/2                                                                           |
| ja   | Datei hochladen | Mesnerhaus HERIS-ID: 71282 Objekt-ID: 84438                                                      | Pfarrweg 6 Standort KG: Mautern                            | | BDA-Hist.: Q38127168 Status: § 2a Stand der BDA-Liste: 2025-06-30 Name: Mesnerhaus GstNr.: .182                                                                              |
| ja   | Datei hochladen | Pfarrhof mit Wirtschaftsgebäude HERIS-ID: 71280 Objekt-ID: 84436                                 | Pfarrweg 8 Standort KG: Mautern                            | | BDA-Hist.: Q38127150 Status: § 2a Stand der BDA-Liste: 2025-06-30 Name: Pfarrhof mit Wirtschaftsgebäude GstNr.: .81                                                          |
| ja   | Datei hochladen | Pavillon/Gartenhaus HERIS-ID: 71281 Objekt-ID: 84437                                             | Standort KG: Mautern                                       | | BDA-Hist.: Q38127159 Status: § 2a Stand der BDA-Liste: 2025-06-30 Name: Pavillon/Gartenhaus GstNr.: .79                                                                      |
| BW   | Datei hochladen | Hl. Grab-Kapelle HERIS-ID: 71246 Objekt-ID: 84402                                                | Standort KG: Rannach                                       | Die Grabkapelle des Mauterner Kalvarienberges wurde 1675 nach Jerusalemer Vorbild errichtet. | BDA-Hist.: Q38127076 Status: § 2a Stand der BDA-Liste: 2025-06-30 Name: Hl. Grab-Kapelle GstNr.: .5                                                                          |
| BW   | Datei hochladen | Magdalenen-Kapelle HERIS-ID: 71248 Objekt-ID: 84404                                              | Standort KG: Rannach                                       | Die tonnengewölbte Kapelle ist Teil des Mauterner Kalvarienberges und stammt aus dem Jahr 1694, die Statue aus dem 20. Jahrhundert. | BDA-Hist.: Q38127084 Status: § 2a Stand der BDA-Liste: 2025-06-30 Name: Magdalenen-Kapelle GstNr.: .6                                                                        |
| BW   | Datei hochladen | Redemptoristenhaus Schwarzenberger Alm HERIS-ID: 71266 Objekt-ID: 84422                          | Reitingau 12 Standort KG: Reitingau                        | | BDA-Hist.: Q38127113 Status: § 2a Stand der BDA-Liste: 2025-06-30 Name: Redemptoristenhaus Schwarzenberger Alm GstNr.: .21                                                   |
| BW   | Datei hochladen | Flur-/Wegkapelle HERIS-ID: 71267 Objekt-ID: 84423                                                | gegenüber Reitingau 46 Standort KG: Reitingau              | | BDA-Hist.: Q38127114 Status: § 2a Stand der BDA-Liste: 2025-06-30 Name: Flur-/Wegkapelle GstNr.: 626                                                                         |

## Ehemalige Denkmäler
| Foto |                 | Denkmal                                | Standort                            | Beschreibung | Metadaten |
| ---- | --------------- | -------------------------------------- | ----------------------------------- | --- | --- |
| ja   | Datei hochladen | Sog. Reithube Objekt-ID: 57381bis 2016 | Hauptstraße 49 Standort KG: Mautern | Zur Reithube gehörten ein biedermeierlicher Gartenpavillon mit dazugehöriger Einfriedung und ein Stallgebäude mit Ziegelgittern. Nach einem Erwerb durch die Siedlungsgenossenschaft Rottenmann, die darauf ein neues Wohnprojekt realisieren wollten, wurde das Hauptgebäude unter Denkmalschutz gestellt, nachdem seitens des BDA ein Fensterkreuz und ein Gewölbeteil als schützenswert erachtet wurde. Hierdurch wurden der Abriss und der geplante Neubau um mehrere Jahre hinausgezögert, wodurch Sicherungsmaßnahmen des Gebäudes im sechsstelligen Eurobereich entstanden. Am 23. Jänner 2017 wurde bekannt, dass das seit mehr als 20 Jahren unbewohnte Gebäude abgerissen werden darf. Vom Abriss betroffen war letztlich nur das Hauptgebäude; der biedermeierliche Gartenpavillon samt Garteneinfriedung blieb bestehen. Zwischenzeitlich (Stand: 2025) wurde die Liegenschaft mit Mehrparteienhäusern bebaut, wofür auch die Einfriedung mit dem Gartenpavillon abgerissen wurden. | BDA-Hist.: Q106655899 Status: Bescheid Stand der BDA-Liste: 2016-06-21 Name: Sog. Reithube GstNr.: 671/2, 673 |